# Racine, Ohio
Racine là một làng thuộc quận Meigs, tiểu bang Ohio, Hoa Kỳ. Năm 2010, dân số của làng này là 675 người.

## Dân số
- Dân số năm 2000: 746 người.
- Dân số năm 2010: 675 người.